# Cópala
Cópala är en ort i Mexiko.   Den ligger i kommunen Tapalpa och delstaten Jalisco, i den centrala delen av landet, 500 km väster om huvudstaden Mexico City. Cópala ligger 2 084 meter över havet och antalet invånare är 471.
Terrängen runt Cópala är huvudsakligen kuperad, men den allra närmaste omgivningen är platt. Runt Cópala är det ganska tätbefolkat, med 111 invånare per kvadratkilometer. Närmaste större samhälle är Sayula, 16,1 km öster om Cópala. I omgivningarna runt Cópala växer huvudsakligen savannskog.